# Taíde
Taíde est une freguesia (paroisse civile) du Portugal, rattachée au concelho (municipalité) de Póvoa de Lanhoso et située dans le district de Braga et la région Nord.
Taíde est jumelée avec la commune française de Gerzat.